# Mercédès Jellinek
Mercédès Adrienne Manuela Ramona von Weigl, conhecida como Mercédès, nascida Jellinek, divorciada Schlosser (Viena, 16 de setembro de 1889 – 23 de fevereiro de 1929) foi filha do diplomata e empresário austríaco Emil Jellinek e de sua esposa Rachel Goggmann Cenrobert. A ela se deve o nome da marca de automóveis Mercedes, que, em 1926, quando a Daimler-Motoren-Gesellschaft fundiu-se com a Benz & Cie, dando origem à Daimler-Benz, foi alterada para Mercedes-Benz.
Seu nome de batismo, inspirado na princesa homónima de Astúrias, Espanha, María de las Mercedes de Borbón y Habsburgo-Lorena, significa em espanhol "graças".
Em 1909 casou-se em Niza com o barão vienês Karl Schlosser, com quem teve em 1912 Elfriede e, em 1916, Hans-Peter. Divorciada em 1926, casou-se em segundas núpcias com o escultor Rudolf von Weigl.

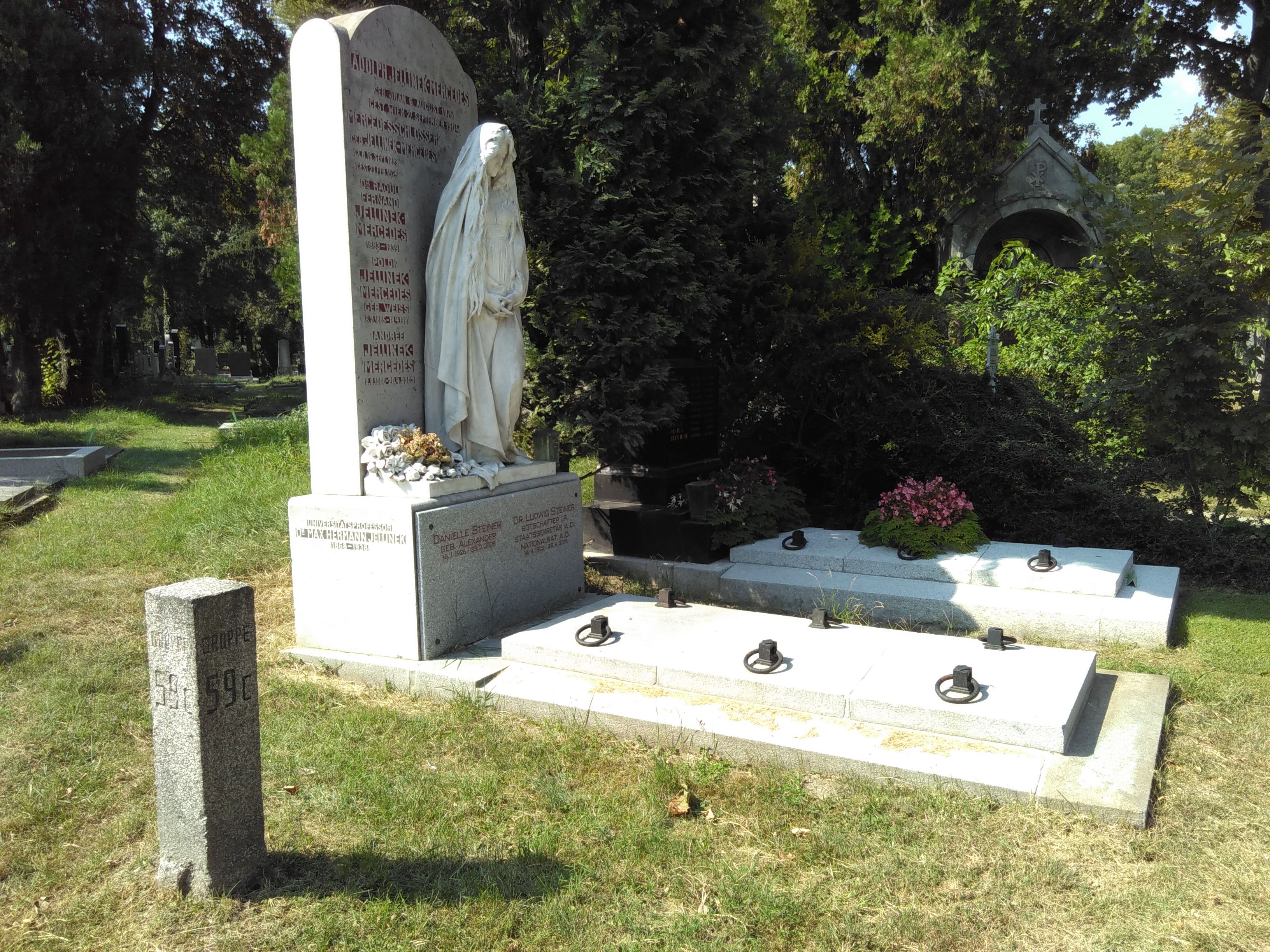
Sepultura de Mercédès Jellinek no Cemitério Central de Viena

Faleceu em 1929 devido a um câncer ósseo.

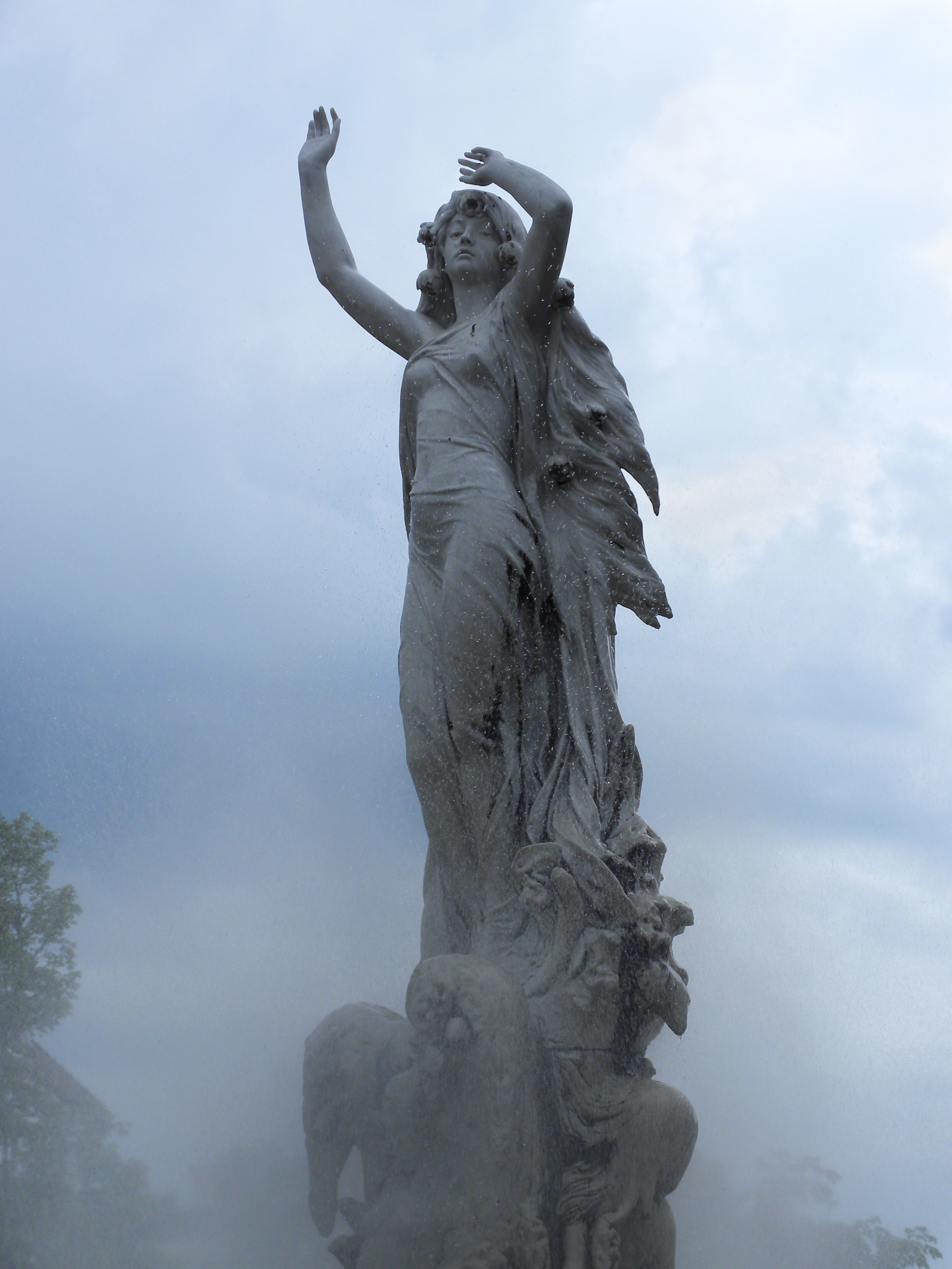
Undine, personagem principal da fonte Undine em Baden perto de Viena

Emil Jellinek também quis se decorar com o nome de sua filha e pediu a mudança de seu sobrenome em Jellinek-Mercédès. Em junho de 1903, seu pedido foi concedido. Emil Jellinek-Mercédès comentou a decisão de que "provavelmente a primeira vez que um pai carregou o nome de sua filha".

## Literatura
- Guy Jellinek-Mercédès: Mon père, Monsieur Mercédès. Editions France-Empire, Paris 1961.
- Guy Jellinek-Mercédès: Mein Vater, der Herr Mercedes. P. Neff, Wien 1962. (Aus dem Französischen vom Verfasser übersetzt.)